# Sítio Querubim
O Sitio Querubim é um patrimônio brasileiro tombado e oficialmente reconhecido pelo Instituto do Patrimônio Histórico e Artístico Nacional - IPHAN, em 15 de fevereiro de 1950, tendo sido construído, por volta de 1680, o Sitio Querubim não existe mais.

## História
As informações sobre o Sitio Querubim, antes conhecido como Sítio Velho ou Rio Acima, são desencontradas, ignorando-se mesmo quem foi seu primeiro proprietário, bem como quem construiu a casa. Um patrimônio do século XVII, do qual não se encontram mais materiais detalhados ou específicos sobre como foi ou quando deixou de existir definitivamente. Porém A casa possuía uma planta retangular com alpendre à frente, duas salas quadradas, quartos, capela e um sótão, com telhado quatro águas. Apesar das várias tentativas de tombamento, ela desapareceu, sobrando somente os vestígios escondidos pelo mato.
Concretamente resta a pintura no forro da capela, que aparentemente apresentava certa semelhança com a da Capela de Santo Antônio, em 1947 este forro foi desmontado e transferido para o Sitio de Santo Antônio, onde permanece. Na capela existiam imagens de barro de Santo Antônio e Nossa Senhora da Piedade.
A propriedade onde foi construída a Capela o Sitio do Querubim, está geograficamente posicionada no Município de Araçariguama, que se emancipou de São Roque no ano 1992, atualmente o local pertencente ao Instituto Butantã, como parte da fazenda São Joaquim.